# 1831 en France
Chronologie de la France
- 1827
- 1828
- 1829
- 1830
- 1831
- 1832
- 1833
- 1834
- 1835

Cette page concerne l'année 1831 du calendrier grégorien.

## Événements

### Janvier
- 7 janvier : le bey de Tunis prend Oran. Conformément à la convention signée avec la France en 1830, Husayn bey propose ses services à la France. Il espère obtenir Constantine et placer son frère Mustapha au gouvernement d’Oran. Mais les violences exercées par ses troupes en Algérie font scandale et Paris ne ratifie pas la convention. Ce revirement nuira aux relations franco-tunisiennes, alors que, en offrant ses services à l’occupant, le bey s’est compromis aux yeux des musulmans.
- 11 janvier : le loi relative à la composition des cours d'assises et aux déclarations du jury est adoptée provisoirement par la chambre des députés ; elle est amendée par la chambre des pairs le 11 février et définitivement adopté le 26 février[1].
- 15 janvier : arrêté envoyant des étudiants devant le Conseil académique pour tentative d'associations, attroupements et manifestations de jeunes gens autour de la Sorbonne[2].
- 20 janvier : le ministre des affaires étrangères britannique Palmerston fait échouer le projet de la France d’annexer la Belgique. La Conférence de Londres reconnaît l’indépendance de la Belgique[3].

### Février

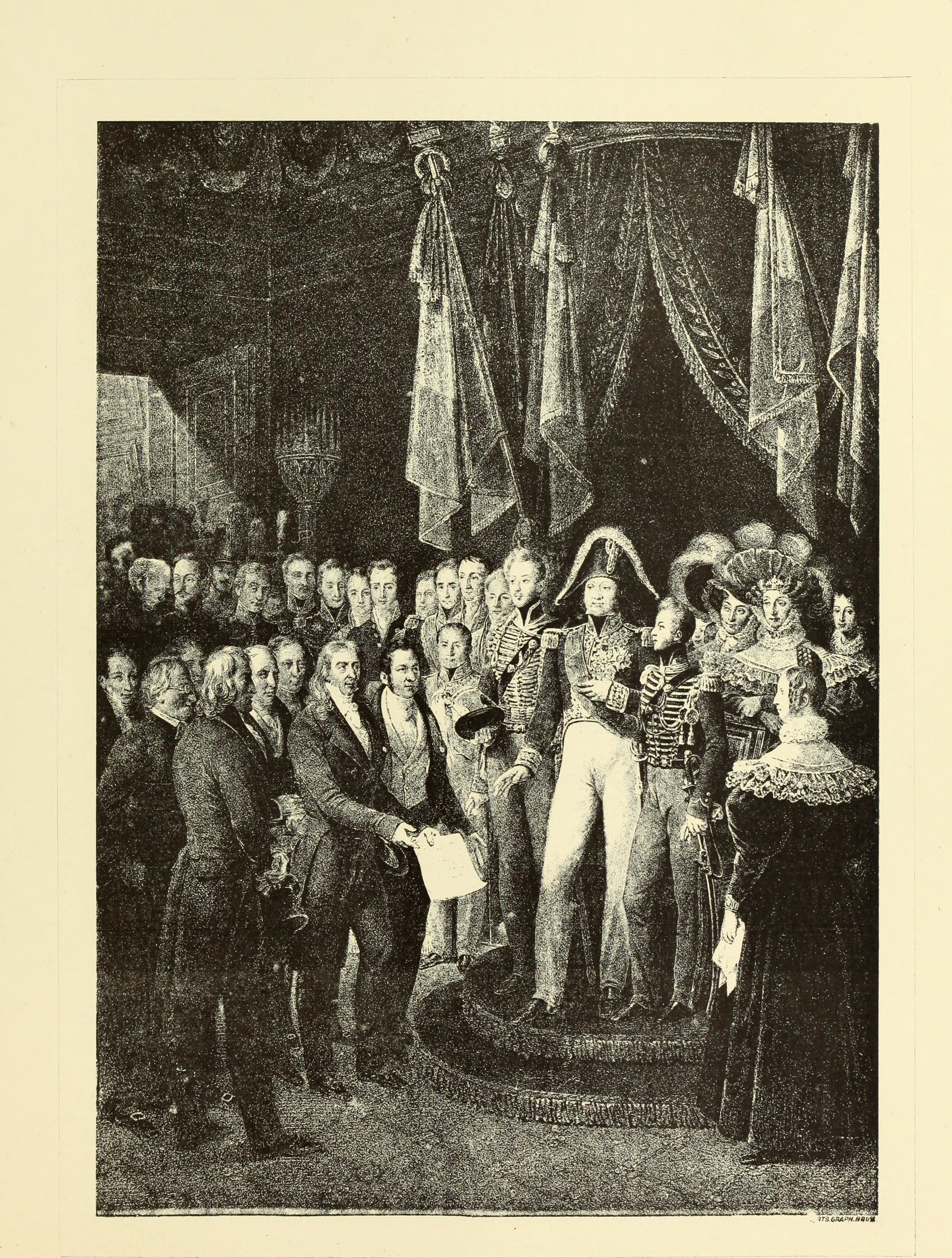
La délégation belge reçoit à Paris le refus par Louis-Philippe de la couronne offerte à son fils.

- 1er février : François Buloz reprend la Revue des deux Mondes[4].
- 3 février : le congrès national belge élit, à une faible majorité le duc de Nemours, fils de Louis Philippe, comme roi des Belges. Le 17 février, une délégation belge est reçue à Paris par le roi des Français, qui refuse, sous la pression britannique[5].
- 8 février : loi qui admet le culte israélite au nombre des cultes reconnus par l'État et met le traitement de ses ministres à la charge du trésor public[6].
- 12 février : émeute à Rome. Napoléon-Louis et son frère Louis-Napoléon Bonaparte soutiennent le combat des carbonari contre le pape[7].

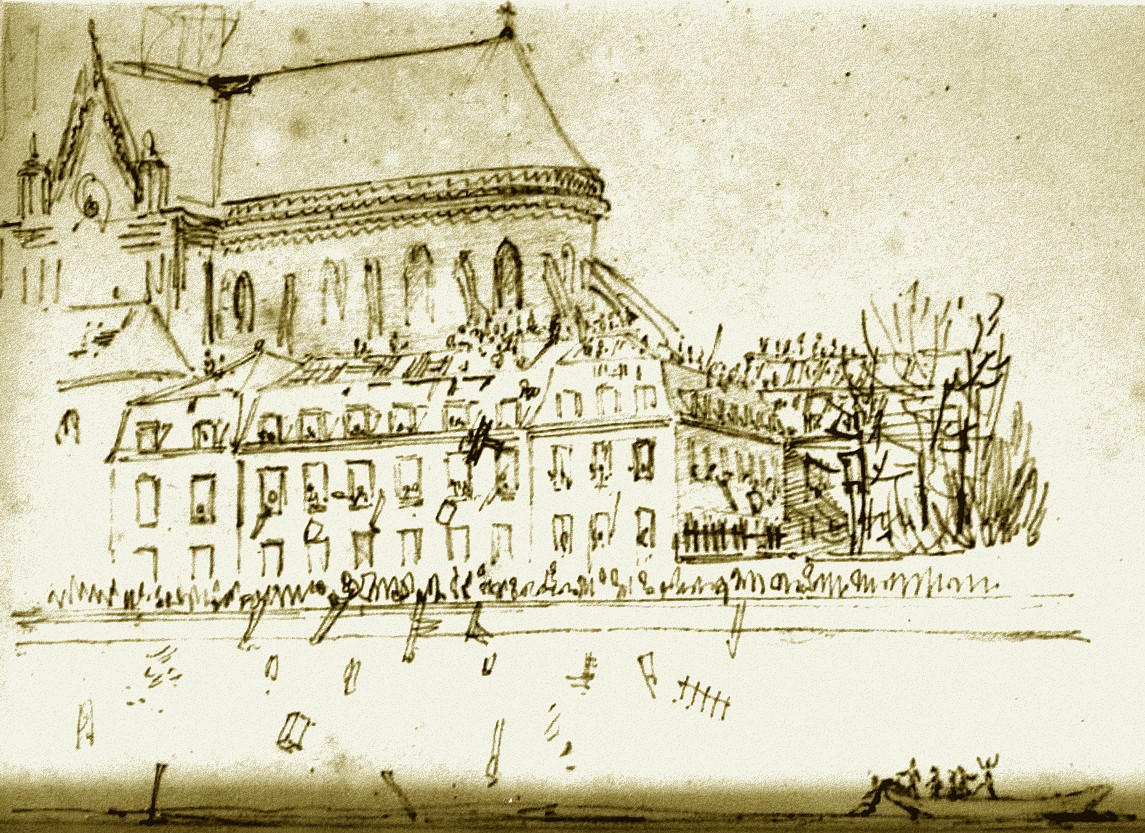
Dessin de Viollet-le-Duc - Sac de l'archevêché de Notre-Dame de Paris le 14 février 1831.

- 14 - 15 février : émeutes à Paris à la suite d’un service funèbre organisé par les légitimistes à Saint-Germain-l’Auxerrois pour l’anniversaire de l’assassinat du duc de Berry. L’église est envahie et mise à sac par les républicains. Le lendemain, l’émeute saccage le palais de l'Archevêché et de nombreuses églises à Paris et en province[8]. La maison de campagne de l'archevêque à Conflans est dévastée, les églises de l'Assomption et de Saint-Roch sont menacées mais échappent au pillage[9]. La maison de l'avocat Dupin, rue Coq-Héron, est menacée au cri de « A bas le jésuite ». La garde nationale intervient pour empêcher qu'elle ne soit pillée[10]. Les émeutiers participent à la mascarade du carnaval de Paris avec les vêtements liturgiques volés dans le pillage[11].
- 15 février :
  - bal chez les Rothschild[12]. Thiers raconte à Rémusat le sac de l'archevêché qu'il a laissé faire[13].
  - Sainte-Pélagie à Paris devient prison politique. Le 19 mars un nouveau pavillon est ouvert, dit « pavillon des princes », dévolu aux détenus politiques[14].
- 16 février : une ordonnance supprime les fleurs de lys sur le sceau de l'État qui porte désormais un livre ouvert avec les mots Charte de 1830[15].
- 17 février :
  - Benjamin Delessert, député de Maine-et-Loire, interpelle le cabinet sur les évènements des 14 et 15 février[16]. Débats houleux à la Chambre les 17, 18 et 19 février[17].
  - loi sur l'organisation municipale[1].
  - Louis-Philippe oppose un refus à la proposition du Congrès belge d'offrir le trône à son fils puîné le duc de Nemours.
- 21 février :
  - en Algérie, le Lieutenant-général Bertrand Clauzel est remplacé par le général Pierre Berthezène, qui avec ses successeurs, le duc de Rovigo (6 décembre 1831-29 avril 1833), Théophile Voirol (29 avril 1833-27 septembre 1834)[18], se contente de l’occupation d’Alger et de ses environs, à de rares exceptions près.
  - Vivien est préfet de police jusqu'au 17 septembre[19].
- 26 février : le gouvernement français refuse de soutenir les révolutionnaires italiens. Alors que les troupes de « volontaires du Rhône » sont recrutés par les carbonari pour soutenir les savoyards qui revendiquent leur rattachement à la France[20], Louis-Philippe ordonne au préfet de police de Lyon d'interdire cette expédition, menaçant d'expulsion ou d'emprisonnement ceux qui enfreindraient cet ordre[21].

### Mars

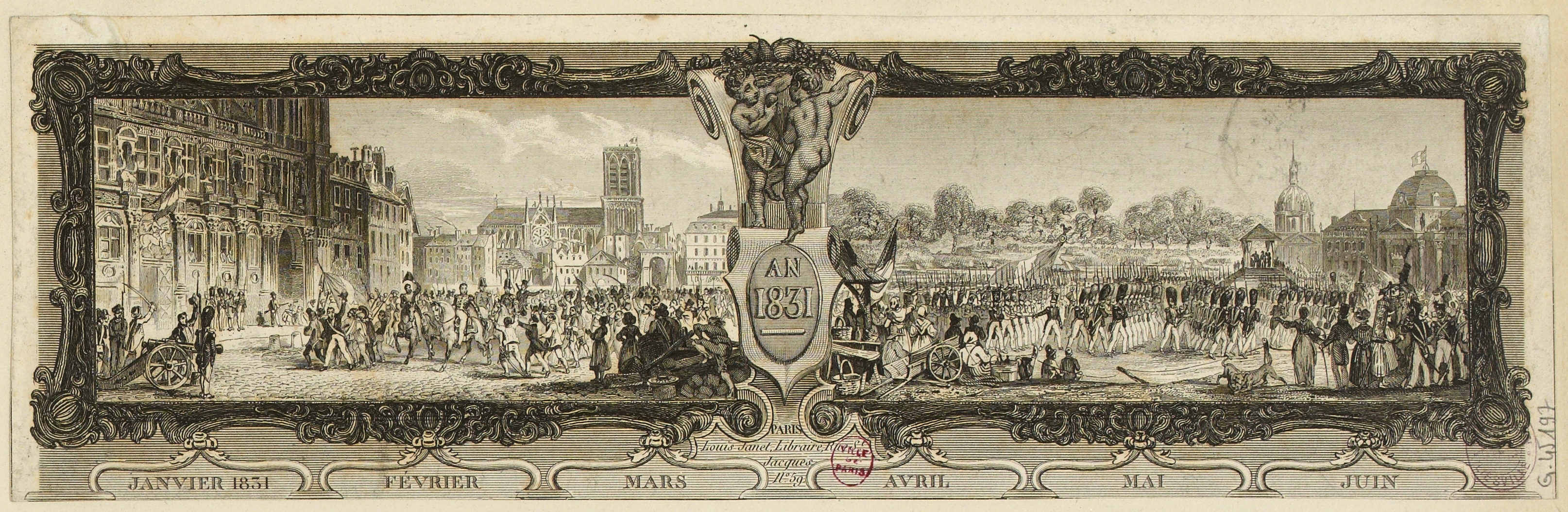
Evenements de 1831 à Paris

- 2 mars : émeutes républicaines à Paris. À l'occasion de l'acquittement de prévenus de délits de presse, rassemblements d'ouvriers qui marchent sur le Palais-Royal, au Louvre et sur la place de Grève : « De l'ouvrage ou du pain ! »[22].
- 4 mars :
  - loi pour la répression de la traite des noirs[23].
  - loi sur la composition des cours d'assises et sur la majorité nécessaire pour les décisions rendues par le jury contre l'accusé[24].
- 8 mars : démission du ministre de la Justice, Joseph Mérilhou, qui estime le Gouvernement insuffisamment favorable au mouvement[25].
- 9 mars :
  - loi créant la légion étrangère[26] (première loi du train de réformes engagées par le maréchal Soult dans l’organisation de l’armée).
  - émeute de républicains à Paris sur la fausse nouvelle de la prise de Varsovie par les Russes. Les fenêtres de l'ambassade de Russie à Paris sont lapidées tandis que la foule chante la Marseillaise[27]. Le lendemain, Sébastiani présente les excuses du gouvernement à l'ambassadeur russe Pozzo di Borgo[28].
  - Jacques Laffitte est mis en minorité au sein de son propre ministère sur les affaires italiennes entrainant sa démission le 13 mars.
- 11 mars : rassemblement d'étudiants au Panthéon qui essayent vainement de soulever le faubourg Saint-Antoine et le faubourg Saint-Marceau après avoir tenté de débaucher les polytechniciens[22].
- 12 mars : la foule rassemblée au Panthéon se porte sur les maisons de Comte, procureur du roi révoqué, et Mérilhou, ministre démissionnaire, pour les féliciter[29].
- 13 mars : départ de Jacques Laffitte et gouvernement Casimir Perier (parti de la Résistance)[8].
- 16 mars : parution de Notre-Dame de Paris chez Gosselin[8].
- 18 mars : discours d'investiture  de Casimir Perier, président du Conseil, devant la Chambre des députés ; il demande à la Chambre de voter quatre douzièmes provisoires en attendant l’adoption régulière du budget, en présentant ce vote comme un vote de confiance au nouveau gouvernement[30]. Il pose les principes de sa politique extérieure et décide la non-intervention en Europe[31] ; les mouvements révolutionnaires (Belgique, Italie…) seront écrasés.
- 20 mars : Louis-Napoléon Bonaparte et sa mère Hortense sont à Paris où ils résident un mois rue de la Paix[32].
- 21 mars : loi sur la formation et l'organisation des conseils municipaux par la voie de l'élection[33].
- 22 mars : loi sur l’organisation de la Garde nationale sédentaire et mobile, par l'élection directe des sous-officiers et l'élection indirecte des officiers supérieurs. Restauration de la Garde nationale[34].
- 24 mars : Chateaubriand publie De la Restauration et de la monarchie élective[35].
- 27 mars : à Paris, première exécution de la Neuvième Symphonie de Beethoven[36].

### Avril
- 1er avril : rassemblements tumultueux au Châtelet, au Pont au Change et sur le quai aux Fleurs, qui se reproduisent le lendemain en s'étendant à tout le quartier[17].
- 2 avril : Tocqueville et Beaumont s'embarquent au Havre pour les États-Unis, d'où ils repartiront le 20 février 1832[37]. Dès la traversée, Tocqueville rédige un journal de voyage.
- 6 - 15 avril : procès des républicains de la Société des amis du peuple, dit des « dix-neuf patriotes », dont Trélat, Cavaignac, Guinard, Audry. Ils sont acquittés[8].
- 8 avril :
  - le vote de la Chambre des députés sur les douzièmes provisoires montre une large confiance à l’égard du gouvernement : 227 voix pour contre 32 contre[38].
  - une ordonnance de Casimir Périer décide le rétablissement sur la colonne Vendôme de la statue de Napoléon[39].
- 10 avril : loi renforçant les mesures contre les attroupements[40].
- 15 - 16 avril : à Paris, les manifestations organisées devant la cour d’assises à l’occasion du procès des dix-neuf meneurs républicains sont vigoureusement dispersées par la Garde nationale associée à l’armée[41].
- 19 avril : promulgation de la loi sur les élections législatives qui abaisse le cens électoral de 300 à 200 francs de contributions directes et le cens d'éligibilité de 1000 à 500 francs[42]. Elle double le nombre d'électeurs.
- 20 avril : clôture de la session parlementaire[38].
- 23 avril-6 mai : Louis-Napoléon séjourne clandestinement avec sa mère  à l'hôtel de Hollande, 16 rue de la Paix. Hortense de Beauharnais est reçu en audience par Louis-Philippe, mais n'obtient pas la levée de la loi d'exil, mais seulement le droit de rester en France le temps de soigner son fils atteint d'une jaunisse. Après les manifestations du 5 mai, ils sont sommés de quitter le pays et débarquent à Douvres le 10 mai[43].

### Mai

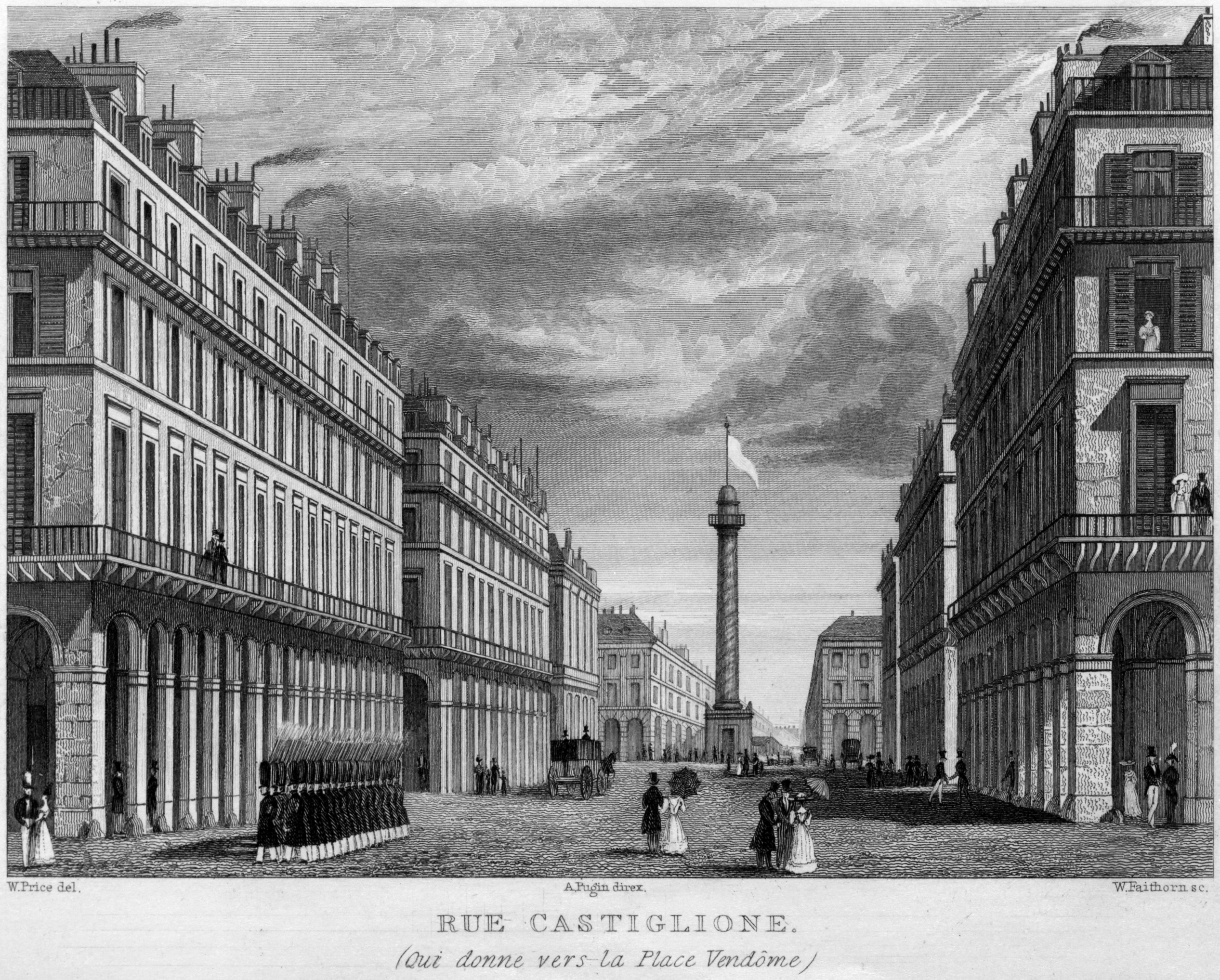
La rue de Castiglione, 1831.

- 5 mai : manifestation bonapartiste à Paris à l'occasion de l'anniversaire de la mort de Napoléon. Des couronnes d'immortelles sont déposés place Vendôme[41].

- 9 mai :

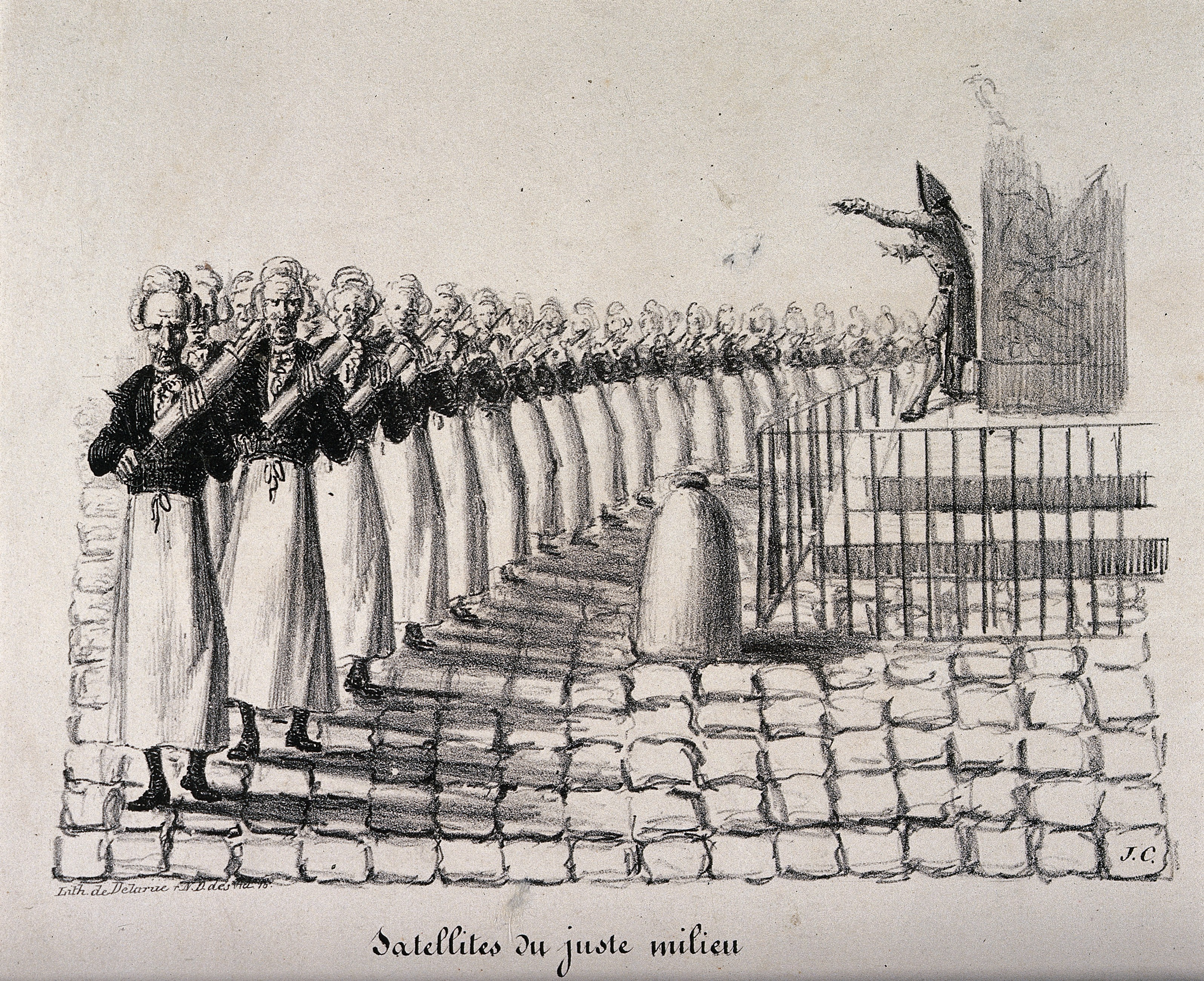
Un régiment d'apothicaires brandissant des clystères orchestré par le général George Mouton de Lobau ; représentant son utilisation de canons à eau pour calmer les émeutes. Lithographie de J.C., 1831

  - banquet républicain aux Vendanges de Bourgogne (au Temple), lors duquel Évariste Galois porte un toast « A Louis Philippe, s'il trahit... » un couteau à la main. Les 9 et 10 mai, nouveaux rassemblements et manifestations place Vendôme quand les autorités ordonnent d'enlever les milliers de couronnes d'immortelles déposées depuis le 5 mai ; le comte de Lobau, commandant de la Garde nationale, disperse les manifestants avec quelques pompes à incendie[41].
  - Tocqueville et Beaumont arrivent à Newport (Rhode Island) puis gagnent New York le 11 mai et y résident jusqu'au 30 juin. Du 29 mai au 7 juin, ils visitent la prison de Sing Sing, où ils passent plusieurs jours[44].
- 16 mai-26 mai : voyage de Louis-Philippe en Haute-Normandie et en Picardie[45]. Le roi est de retour à Saint-Cloud le 28.
- 23 mai - 13 octobre : séjour de Chateaubriand à Genève[46].
- 31 mai : ordonnance prononçant la dissolution de la Chambre des députés et fixant les élections au 5 juillet et la réunion des Chambres au 9 août[41].

### Juin
- 6 juin - 30 juin : voyage officiel de Louis-Philippe dans l’Est de la France[45] ; Meaux, Château-Thierry, Chalons, Valmy, Verdun, Metz, Nancy, Lunéville, Strasbourg, Colmar, Mulhouse, Besançon, Troyes.
- 14-16 juin : émeutes à Paris, réprimées par la Garde nationale et les unités de ligne[1]. Violentes échauffourées au faubourg Saint-Denis et boulevard Bonne-Nouvelle[17].
- 23 juin : ordonnance avançant au 23 juillet l’ouverture de la session parlementaire[47].

### Juillet
- 4 juillet :
  - Tocqueville et Beaumont assistent à la fête nationale à Albany (État de New York) puis partent vers l'Ouest sur les traces des Indiens rencontrés par Chateaubriand et Fenimore Cooper. En chemin, ils visitent le lac Oneida (8 juillet)[48].
  - un accord entre la France et les États-Unis fixe à 25 millions de francs le montant de l’indemnisation des dommages causés par les corsaires français pendant les guerres napoléoniennes en application du blocus continental, compensation faite de créances françaises analogues. Le traité est deux fois soumis à l'approbation de la Chambre, mais la fin de la session intervient avant qu'il ne puisse être discuté[17].
- 5 juillet : victoire du Parti de la Résistance aux élections législatives ; elles ne répondent pas aux espoirs de Louis-Philippe et Casimir Perier qui pensaient consolider le régime[11]. Près de la moitié des députés sont de nouveaux élus.

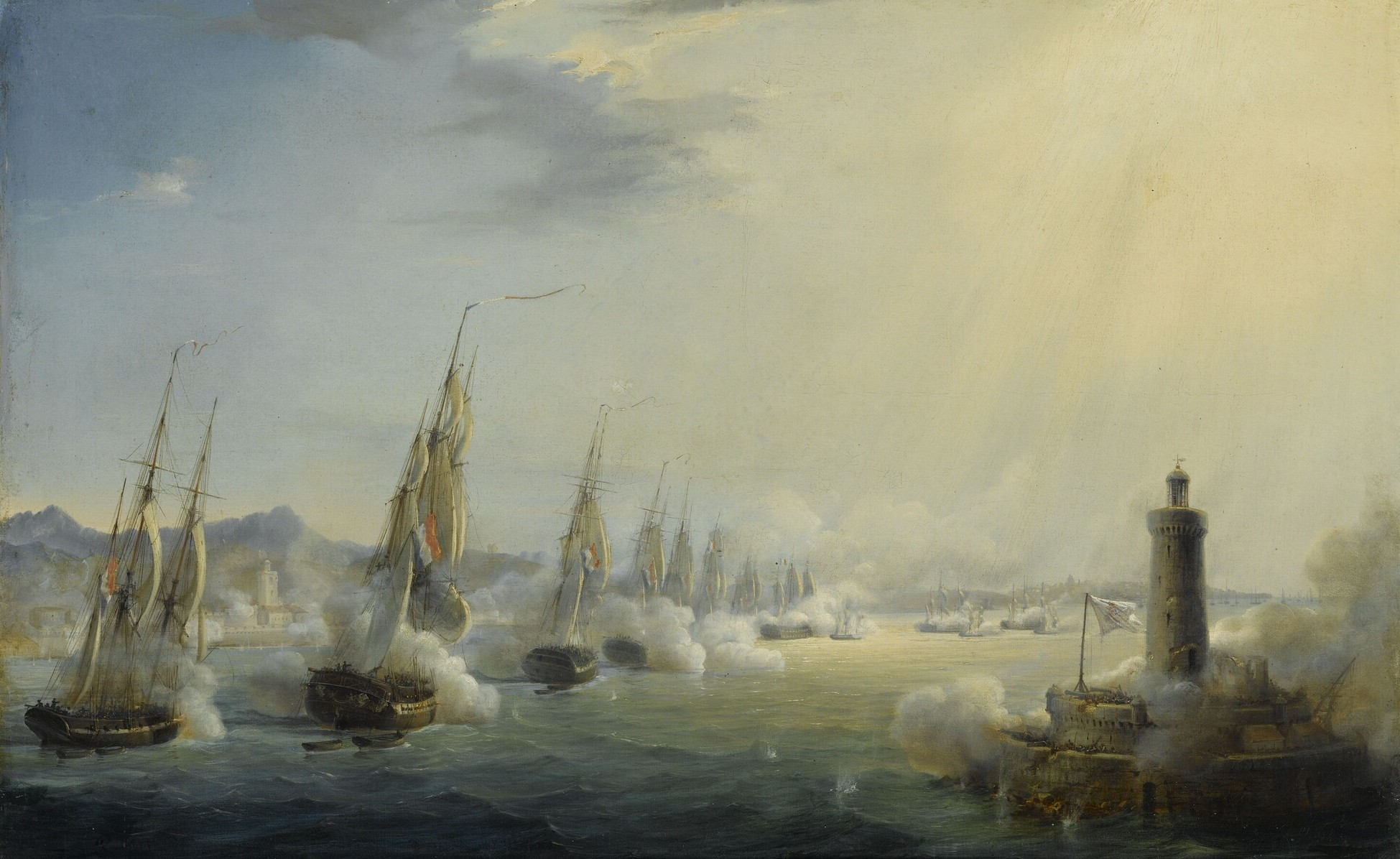
Pierre-Julien Gilbert - L'escadre française commandée par l'amiral Roussin force l'entrée du Tage, 11 juillet 1831.

- 8 - 14 juillet : expédition victorieuse de l’amiral Roussin au Portugal ; devant le refus de Michel Ier de Portugal de reconnaître la monarchie de Juillet, la Sainte-Alliance autorise la France à intervenir militairement. Une convention entre l'amiral français et le plénipotentiaire du Portugal est signée le 14 juillet[49].
- 9 juillet : après une enquête à l'établissement correctionnel d'Auburn (9-15 juillet), Tocqueville et Beaumont séjournent les 16-18 juillet à Canandaigua chez John Canfield Spencer, juriste de premier plan qui restera un correspondant de Tocqueville. À la fin de juillet, ils atteignent Saginaw, étape ultime de leur périple vers l'Ouest[48].
- 11 juillet : la flotte française bombarde Lisbonne[49].
- 14 juillet : célébration républicaine interdite à Paris qui prévoit la plantation d'arbres de la liberté au Panthéon, place de Grève, et place de la Concorde. Tumulte au Pont au Change, au Châtelet, place Dauphine, place de la Bastille, à la Concorde et aux Champs-Élysées. La garde nationale et la troupe interviennent et procèdent à des arrestations[50].
- 23 juillet : séance solennelle d’ouverture de la session parlementaire de la nouvelle chambre élue le 5 juillet[38].
- 27 juillet :
  - l'Hymne aux morts de juillet, de Victor Hugo et Herold est exécuté au Panthéon pour l'anniversaire des Trois Glorieuses[51].
  - pose de la première pierre de la colonne de Juillet sur la place de la Bastille à Paris à la mémoire des victimes des Trois Glorieuses[52].

### Août
- 1er août :
  - l’arrivée d'un vapeur incite Tocqueville et Beaumont à s'embarquer pour Détroit afin de parcourir les Grands Lacs. Puis ils séjournent au Canada, visitant Montréal, Québec et leurs environs (fin le 3 septembre)[48].
  - Girod de l’Ain, candidat du gouvernement, est élu de justesse président de la Chambre des députés au second tour de scrutin ; Casimir Perier remet sa démission au roi, mais le 2 août, à la nouvelle de l’invasion de la Belgique par l’armée néerlandaise il la reprend aussitôt[11] et décide avec Louis-Philippe, d'envoyer le maréchal Gérard à la tête d'une armée de 50 000 hommes[31].
- 9 août : l'armée française commandée par le maréchal Gérard entre en Belgique pour en chasser les Hollandais, qui se retirent le 13 août[53].

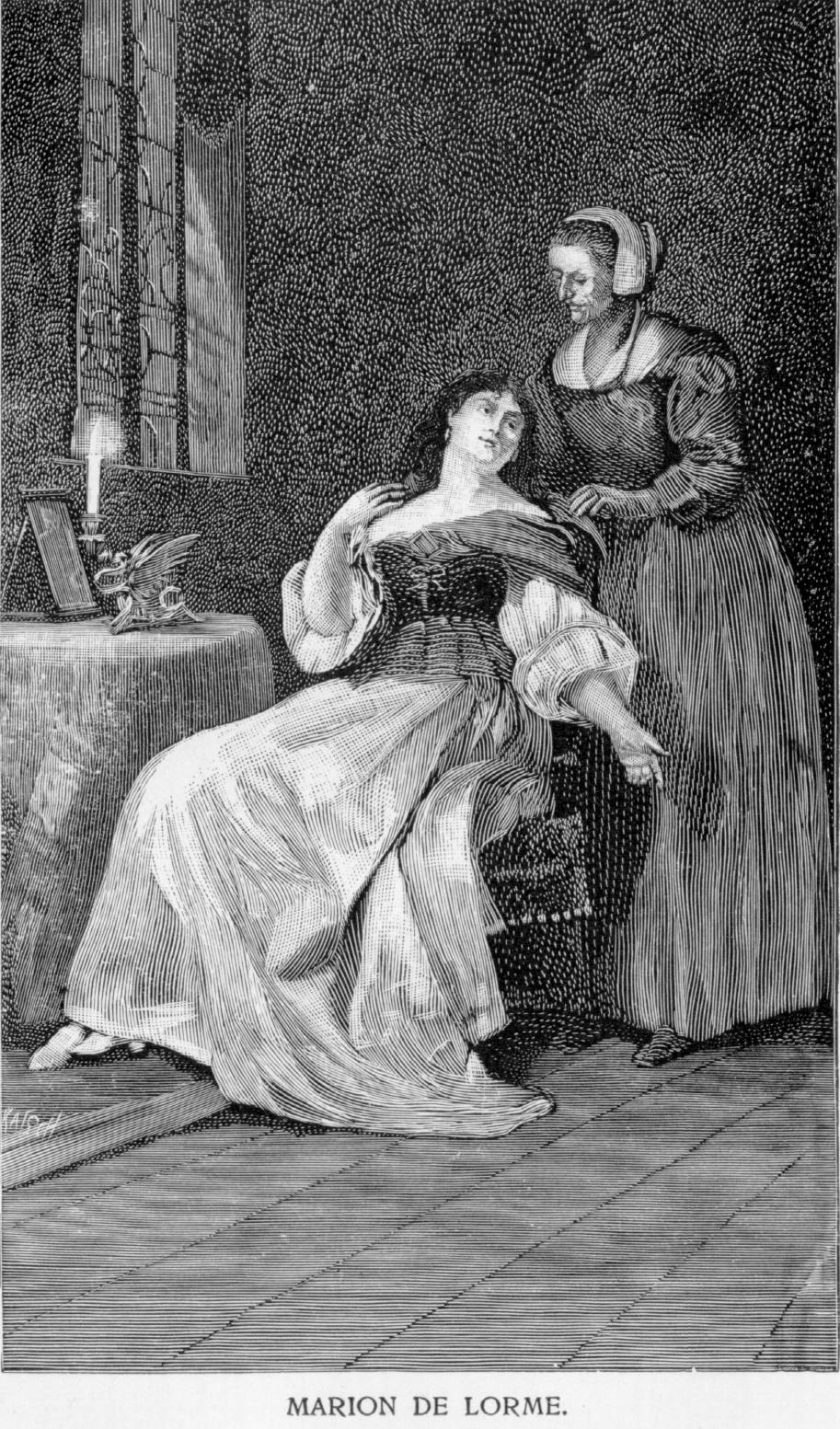
Marion Delorme, drame de Victor Hugo.

- 11 août : au théâtre de la Porte-Saint-Martin, première de Marion Delorme de Victor Hugo, avec Marie Dorval et Bocage[54].
- 20 août : arrêté de création d'une commission centrale de salubrité à Paris[8].
- 27 août : Casimir Perier présente à la Chambre des députés un projet de loi abolissant l’hérédité de la pairie[55].

### Septembre
- 8 septembre : les troupes russes entrent à Varsovie[8].
- 12 septembre : alors que Chateaubriand est à Paris pour un court séjours, il dîne au Café de Paris avec Arago et Armand Carrel ; Béranger chante l'admirable chanson : « Chateaubriand, pourquoi fuir ta patrie, fuir son amour, notre encens et nos soins ? »[46].
- 13 septembre : discussion à la Chambre des députés sur une pétition demandant le retour des cendres de l'Empereur en France ; elle se prononce pour le renvoie au conseil des ministres[56].
- 16 - 19 septembre : on a appris à Paris la prise de Varsovie. Louis-Philippe refuse de soutenir les insurgés polonais contre la Russie (1830-1831), ce qui provoque des manifestations à Paris en faveur de la Pologne. Devant la Chambre des députés, le ministre Sébastiani déclare : « aux dernières nouvelles, la tranquillité règne à Varsovie » (résumé dans la formule célèbre : « L’ordre règne à Varsovie »[57].)
- 17 septembre : Vivien quitte la préfecture de police[19].
- Septembre - Décembre : Tocqueville et Beaumont se dirigent vers le Sud. Après Boston (9 septembre-3 octobre), Philadelphie et Baltimore (12 octobre-22 novembre), ils séjournent à Cincinnati (14 décembre) puis décident d'aller à Charleston par La Nouvelle-Orléans. Mais leur bateau à vapeur est pris par les glaces sur le Mississippi peu avant Louisville (5 décembre). Dans des conditions très difficiles, ils doivent alors emprunter la voie de terre par Louisville, Nashville, Memphis[48]. En route (12 décembre), Tocqueville, malade, doit rester alité dans une cabane en rondins glaciale au relais de poste de Sandy Bridge à 94 miles de Nashville.

### Octobre
- 16 octobre : Louis-Philippe quitte le Palais-Royal et s’installe aux Tuileries[58].
- 18 octobre : la Chambre des députés adopte le projet de loi abolissant l’hérédité de la pairie[55].
- 16 octobre : Henri Gisquet devient préfet de police à Paris[8].
- 25 octobre : le préfet du Rhône fixe le tarif qui va être la cause de la révolte des Canuts[59].
- 30 octobre : les Canuts de Lyon publient le premier numéro de L'Écho de la fabrique (fin le 4 mai 1834). Il publie le compte rendu hebdomadaire des séances du conseil des prud'hommes et permet une réflexion globale sur la condition ouvrière[60].
- 31 octobre : Chateaubriand publie De la nouvelle proposition relative au bannissement de Charles X et de sa famille'[46]'.

### Novembre
- 1er novembre : inauguration du canal latéral à l'Oise[61].
- Nuit du 5 au 6 novembre : vol du trésor de Childéric Ier (80 kg de bijoux en or) à la Bibliothèque royale[62]. Une petite partie est retrouvée les jours suivants dans la Seine.
- 7 novembre : à la prison de Clairvaux, Claude Gueux tue à coups de hache Delacelle, le gardien-chef[63].
- 10 novembre : 104 marchands fabricants lyonnais refusent d'appliquer le tarif préfectoral[64].
- 11 novembre : Saint-Amand Bazard se retire de la direction du mouvement saint-simonien[8].

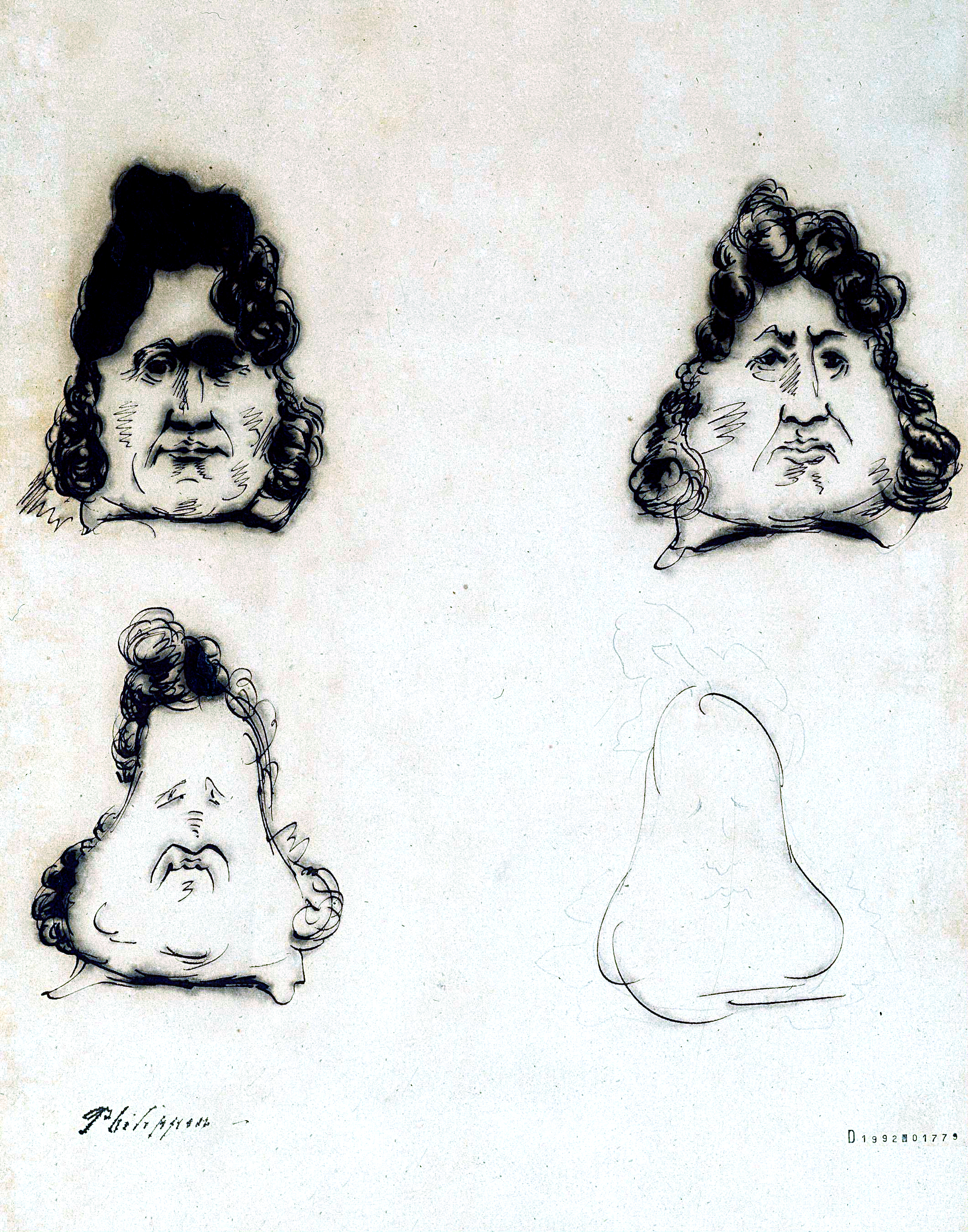
Croquades faites à l’audience du 14 novembre 1831, dessin de Charles Philipon publié dans La Caricature le 24 novembre.

- 14 novembre : ouverture du procès du caricaturiste Philipon ; après avoir donné à Louis-Philippe l'aspect d'une poire dans un croquis réalisé à l'audience, il est condamné à six mois de prison et à 2 000 francs d'amende pour « outrages à la personne du roi »[65].
- 19 novembre : nomination d’une fournée de 36 pairs viagers[66] parmi lesquels les généraux Drouot, Drouet d'Erlon, Mathieu Dumas, Exelmans, Flahaut, Pajol, Roguet, Ségur, l’amiral Jacob, Maret, duc de Bassano, Alexandre de La Rochefoucauld, Pierre-Marie Taillepied de Bondy, le prince de la Moskova.

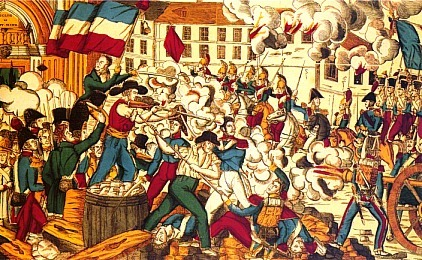
« Vivre en travaillant, ou mourir en combattant… »

- 21 novembre - 3 décembre : révolte des canuts à Lyon[59].
- Nuit du 22 au 23 novembre : le général Roguet, commandant la garnison de Lyon, fait évacuer la ville par la troupe. Le maire de Lyon, Prunelle, quitte également la ville. Les insurgés s'abtiennent de tout pillage et refusent de refusent de voir leur mouvement récupéré à des fins politiques par les républicains[67].
- 24 novembre : le dessinateur Charles Philipon, dans le journal La Caricature, représente le roi sous la forme d'une poire[8].
- 25 novembre : communication de Casimir Perier à la Chambre des députés pour annoncer les mesures prises afin de rétablir l’ordre à Lyon. Le maréchal Soult et le duc d’Orléans prennent la tête d’une armée de 20 000 hommes pour reconquérir la ville[67].
- 27 novembre : Prosper Enfantin, brouillé avec Bazard sur la question de l'affranchissement de la femme, devient le seul « Père Suprême » du mouvement saint-simonien[68]. En avril 1832 il fonde une communauté à Ménilmontant, dispersée en 1833[69].
- 30 novembre : première convention sur le droit de visite réciproque des navires français et britanniques signée entre les deux pays, complétée en 1833[70].

### Décembre

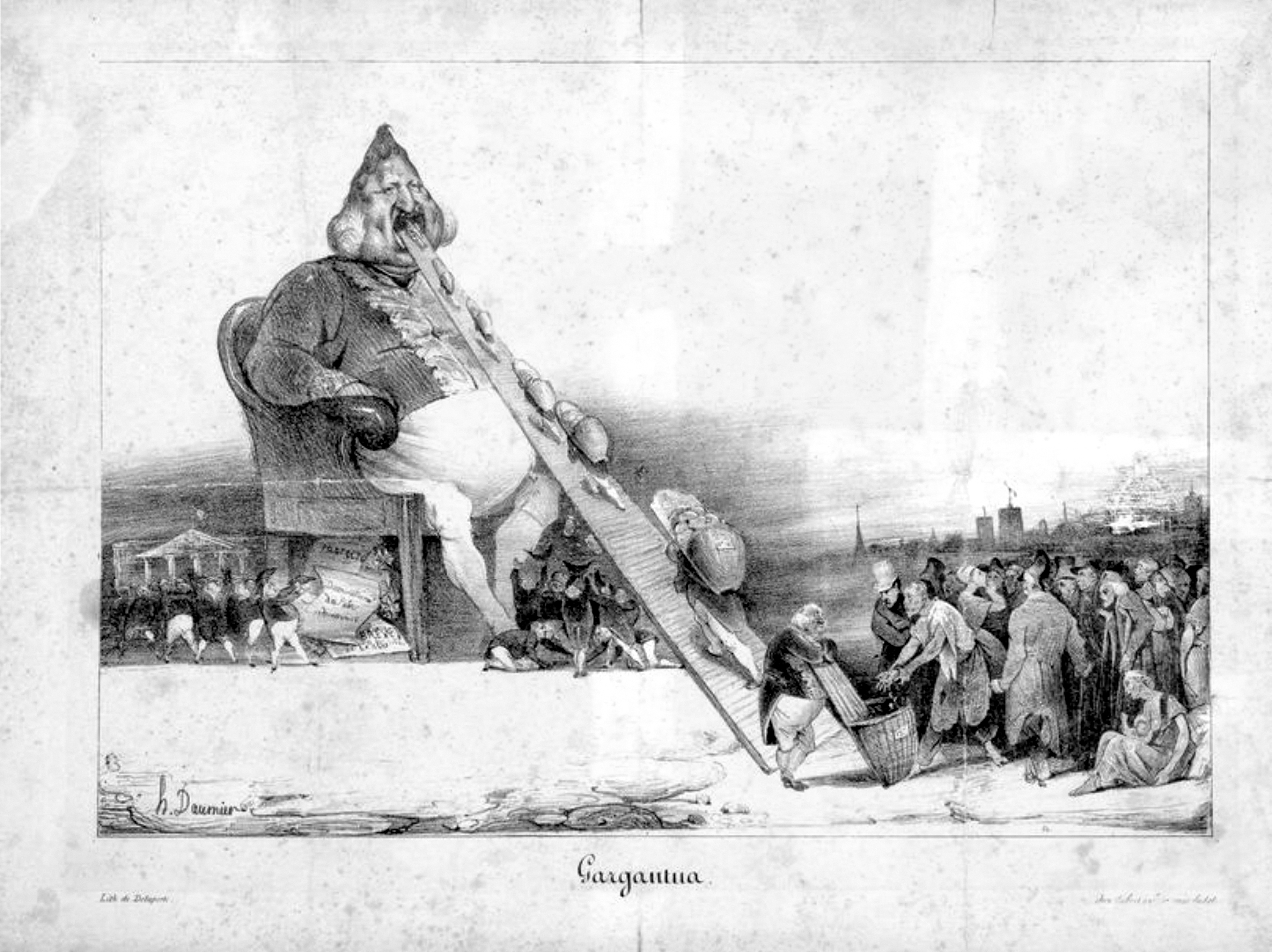
Gargantua, caricature d'Honoré Daumier contre le roi Louis-Philippe, parue le 15 décembre.

- 3 décembre : Lyon est reprise sans effusion de sang par les troupes royales commandées par le maréchal Soult et le duc d’Orléans[67].
- 6 décembre : en Algérie, le général Pierre Berthezène est remplacé par le duc de Rovigo (fin le 29 avril 1833)[71].
- 8 décembre : un article de Saint-Marc Girardin dans le Journal des débats relate la révolte des Canuts : « La sédition de Lyon a révélé un grave secret, celui de la lutte intestine qui a lieu dans la société entre la classe qui possède et celle qui ne possède pas.[…] notre société commerciale et industrielle a sa plaie comme toutes les autres sociétés ; cette plaie, ce sont ses ouvriers. […] Les Barbares qui menacent la société ne sont point au Caucase ni dans les steppes de la Tartarie ; ils sont dans les faubourgs de nos villes manufacturières […] ils sont, hélas ! plus à plaindre qu'à blâmer : ils souffrent, la misère les écrase. Comment ne chercheraient-ils pas aussi une meilleure condition ? […] Il faut que la classe moyenne sache bien quel est l'état des choses ; il faut qu'elle connaisse bien sa position. Elle a au-dessous d'elle une population de prolétaires qui s'agite et qui frémit, sans savoir ce qu'elle veut, sans savoir où elle ira ; que lui importe ? Elle est mal. Elle veut changer. C'est là où est le danger de la société moderne, c’est de là que peuvent sortir les barbares qui la détruiront »[60].
- 15 décembre : publication, dans La Caricature de Gargantua, caricature d'Honoré Daumier contre le roi Louis-Philippe[8].
- 17 - 24 décembre : parvenus à Memphis, Tocqueville et Beaumont attendent le dégel du Mississippi pour gagner La Nouvelle-Orléans sur un bateau à vapeur sur lequel sont embarqués des Indiens de la tribu des Chactas, que l'on déporte à l'ouest du fleuve. Tocqueville, indigné, évoquera ce transfert dans le dernier chapitre de De la démocratie en Amérique[48].
- 28 décembre : adoption par la Chambre des pairs du projet de loi abolissant l’hérédité de la pairie[66].
- 29 décembre : suppression de l'hérédité de la pairie[55]. La liberté de choix du roi de nouveaux pairs est maintenue et restreinte.

## Naissances en 1831
- 8 janvier : Victor-Lucien-Sulpice Lecot, cardinal français, archevêque de Bordeaux († 19 décembre 1908).
- 3 février : Louis Rémy Mignot, peintre français († 22 septembre 1870).
- 15 avril : Eugène Poubelle, préfet parisien († 1907).

## Décès en 1831
- 6 janvier : Rodolphe Kreutzer violoniste et compositeur français (° 1766).
- 14 avril : Alexandre Camille Taponnier, général français.
- 20 mai : l’abbé Grégoire, militant pour l’abolition de l’esclavage.
- 27 juin : Sophie Germain, mathématicienne.
- 16 novembre : René Desfontaines, botaniste français (° 1750).
- 26 décembre : Stephen Girard, armateur, banquier et philanthrope américain d'origine française (° 1750).